# Stefania percristata
Stefania percristata és una espècie de granota que es troba a Veneçuela i, possiblement també, al Brasil.